# Chris Kreider
Christopher James "Chris" Kreider, född 30 april 1991, är en amerikansk professionell ishockeyforward som spelar för Anaheim Ducks i National Hockey League (NHL).
Han har tidigare spelat för New York Rangers i NHL; Connecticut Whale och Hartford Wolf Pack i American Hockey League (AHL) samt Boston College Eagles i National Collegiate Athletic Association (NCAA).
Kreider draftades av New York Rangers i första rundan i 2009 års draft som 19:e spelare totalt.

## Statistik
| 2005–2006   | Masconomet Chieftains     |             | 19  | 5   | 10  | 15  | —   | —   | —  | —  | —  | —  |
| 2006–2007   | Masconomet Chieftains     |             | 20  | 28  | 13  | 41  | —   | —   | —  | —  | —  | —  |
| 2007–2008   | Phillips Andover Big Blue |             | 24  | 26  | 15  | 41  | —   | —   | —  | —  | —  | —  |
| 2008–2009   | Phillips Andover Big Blue |             | 26  | 33  | 23  | 56  | 10  | —   | —  | —  | —  | —  |
|             | Valley Jr. Warriors       | EJHL        | 5   | 4   | 2   | 6   | —   | —   | —  | —  | —  | —  |
| 2009–2010   | Boston College Eagles     | NCAA        | 38  | 15  | 8   | 23  | 26  | —   | —  | —  | —  | —  |
| 2010–2011   | Boston College Eagles     | NCAA        | 32  | 11  | 13  | 24  | 37  | —   | —  | —  | —  | —  |
| 2011–2012   | New York Rangers          | NHL         | —   | —   | —   | —   | —   | 18  | 5  | 2  | 7  | 6  |
|             | Boston College Eagles     | NCAA        | 44  | 23  | 22  | 45  | 66  | —   | —  | —  | —  | —  |
| 2012–2013   | New York Rangers          | NHL         | 23  | 2   | 1   | 3   | 6   | 8   | 1  | 1  | 2  | 0  |
|             | Connecticut Whale         | AHL         | 48  | 12  | 11  | 23  | 73  | —   | —  | —  | —  | —  |
| 2013–2014   | New York Rangers          | NHL         | 66  | 17  | 20  | 37  | 72  | 15  | 5  | 8  | 13 | 14 |
|             | Hartford Wolf Pack        | AHL         | 6   | 2   | 2   | 4   | 16  | —   | —  | —  | —  | —  |
| 2014–2015   | New York Rangers          | NHL         | 80  | 21  | 25  | 46  | 88  | 19  | 7  | 2  | 9  | 14 |
| 2015–2016   | New York Rangers          | NHL         | 79  | 21  | 22  | 43  | 58  | 5   | 2  | 0  | 2  | 6  |
| 2016–2017   | New York Rangers          | NHL         | 75  | 28  | 25  | 53  | 58  | 12  | 3  | 1  | 4  | 18 |
| 2017–2018   | New York Rangers          | NHL         | 58  | 16  | 21  | 37  | 44  | —   | —  | —  | —  | —  |
| 2018–2019   | New York Rangers          | NHL         | 79  | 28  | 24  | 52  | 57  | —   | —  | —  | —  | —  |
| 2019–2020   | New York Rangers          | NHL         | 38  | 11  | 13  | 24  | 38  | —   | —  | —  | —  | —  |
| 2020–2021   | New York Rangers          | NHL         | 50  | 20  | 10  | 30  | 34  | —   | —  | —  | —  | —  |
| 2021–2022   | New York Rangers          | NHL         | 81  | 52  | 25  | 77  | 24  | 20  | 10 | 6  | 16 | 14 |
| 2022–2023   | New York Rangers          | NHL         | 79  | 36  | 18  | 54  | 26  | 7   | 6  | 3  | 9  | 0  |
| 2023–2024   | New York Rangers          | NHL         | 82  | 39  | 36  | 75  | 26  | 16  | 8  | 4  | 12 | 6  |
| 2024–2025   | New York Rangers          | NHL         | 68  | 22  | 8   | 30  | 24  | —   | —  | —  | —  | —  |
| NHL totalt  | NHL totalt                | NHL totalt  | 883 | 326 | 256 | 582 | 575 | 123 | 48 | 28 | 76 | 84 |
| AHL totalt  | AHL totalt                | AHL totalt  | 54  | 14  | 13  | 27  | 89  | —   | —  | —  | —  | —  |
| NCAA totalt | NCAA totalt               | NCAA totalt | 114 | 49  | 43  | 92  | 129 | —   | —  | —  | —  | —  |

### Internationellt
| Källa: Uppdaterad: 2025-06-12 | Källa: Uppdaterad: 2025-06-12 | Källa: Uppdaterad: 2025-06-12 |         | Utv = Utvisningsminuter | Utv = Utvisningsminuter | Utv = Utvisningsminuter | Utv = Utvisningsminuter | Utv = Utvisningsminuter |
| År                            | Lag                           | Mästerskap                    | Matcher | Mål                     | Assists                 | Poäng                   | Utv                     |                         |
| ----------------------------- | ----------------------------- | ----------------------------- | ------- | ----------------------- | ----------------------- | ----------------------- | ----------------------- | ----------------------- |
| 2010                          | USA                           | JVM                           | 7       | 6                       | 1                       | 7                       | 2                       |                         |
| 2010                          | USA                           | VM                            | 6       | 1                       | 1                       | 2                       | 0                       |                         |
| 2011                          | USA                           | JVM                           | 6       | 4                       | 2                       | 6                       | 0                       |                         |
| 2011                          | USA                           | VM                            | 7       | 2                       | 1                       | 3                       | 6                       |                         |
| 2018                          | USA                           | VM                            | 10      | 4                       | 6                       | 10                      | 2                       |                         |
| 2019                          | USA                           | VM                            | 8       | 3                       | 1                       | 4                       | 2                       |                         |
| 2025                          | USA                           | 4 Nations                     | 2       | 1                       | 0                       | 1                       | 0                       |                         |
| Junior totalt                 | Junior totalt                 | Junior totalt                 | 13      | 10                      | 3                       | 13                      | 2                       |                         |
| Senior totalt                 | Senior totalt                 | Senior totalt                 | 33      | 11                      | 9                       | 20                      | 10                      |                         |